# George Gyles
George Frederick Gyles (Londres, 17 de novembro de 1877 — Vancouver, 5 de fevereiro de 1959) foi um velejador canadense, medalhista olímpico. Ele competiu nos Jogos Olímpicos de Verão de 1932 na classe 8 Metre e conquistou a medalha de prata na disputa realizada a bordo do Santa Maria com Ronald Maitland, Ernest Cribb, Peter Gordon, Harry Jones e Hubert Wallace.
Ele ocupou o cargo de Commodore no Royal Vancouver Yacht Club várias vezes, tornando-se membro vitalício honorário em 1953. Gyles era contador de profissão.